# Linia kolejowa nr 987
Linia kolejowa nr 987 – pierwszorzędna, jednotorowa, zelektryfikowana linia kolejowa łącząca stację Tarnów Mościce ze stacją Mościce Azoty.
Linia umożliwia obsługę bocznicy kolejowej Grupy Azoty S.A. przez pociągi towarowe.
| kilometraż | kilometraż | pociągi pasażerskie                       | autobusy szynowe i EZT                    | pociągi towarowe                          |
| od         | do         | Tor nieparzysty (kierunek: Mościce Azoty) | Tor nieparzysty (kierunek: Mościce Azoty) | Tor nieparzysty (kierunek: Mościce Azoty) |
| -0,767     | 0,085      | 60                                        | 60                                        | 60                                        |
| 0,085      | 3,292      | 20                                        | 20                                        | 20                                        |